# Liste der denkmalgeschützten Objekte in Lambach
Die Liste der denkmalgeschützten Objekte in Lambach enthält die 28 denkmalgeschützten, unbeweglichen Objekte der Gemeinde Lambach in Oberösterreich (Bezirk Wels-Land).

## Denkmäler
| Foto |                 | Denkmal | Standort                                          | Beschreibung | Metadaten |
| ---- | --------------- | --- | ------------------------------------------------- | --- | --- |
| ja   | Datei hochladen | Herrenhörrberg-Haus, Kaltenhaus, Gemeinde-Gasthaus und Brauerei HERIS-ID: 101073 Objekt-ID: 117381seit 2020  | Berggasse 4 Standort KG: Lambach                  | Unter Schutz steht der südwestliche Bereich des ehemaligen Gasthauses und Brauerei. Lt. Bescheid des Bundesdenkmalamtes 1. die „Äußere Kubatur“ des westlichen Bauteiles des Südtraktes 2. das im Inneren befindliche stuckierte Treppenhaus und 3. eine Schubertbüste (eine Steinmetzarbeit). Diese befand sich im „Schubertsaal“. Dieser wurde wie alle anderen Bauteile der Anlage 2019 abgerissen. Die vier Schwibbögen, welche den noch existierenden Gebäudeteil mit dem westlichen Nachbarhaus verbinden, werden zwar im DS-Bescheid erwähnt, stehen aber nicht unter Denkmalschutz. Ursprünglich war geplant, den Gesamtkomplex unter Schutz zu stellen, aber nach einem Einspruch des Eigentümers wurde der Schutz auf den oben beschriebenen Umfang reduziert. | BDA-Hist.: Q105646739 Status: Bescheid Stand der BDA-Liste: 2025-06-30 Name: Herrenhörrberg-Haus, Kaltenhaus, Gemeinde-Gasthaus und Brauerei GstNr.: .148/1                                                               |
| ja   | Datei hochladen | Gasthaus Zum Goldenen Stern HERIS-ID: 38034 Objekt-ID: 37531                                                 | Bahnhofstraße 2 Standort KG: Lambach              | Das ursprünglich als Brauhaus genutzte Gebäude stand im Besitz des Stiftes Lambach, befand sich jedoch bereits im 17. Jahrhundert in Privatbesitz. Die Anlage wurde aus verschiedenen Gebäude zusammengefügt und weist mehrere Giebel auf. | BDA-Hist.: Q37978551 Status: Bescheid Stand der BDA-Liste: 2025-06-30 Name: Gasthaus Zum Goldenen Stern GstNr.: 592/2, .192                                                                                               |
| ja   | Datei hochladen | Ehem. Stiftsbrauerei HERIS-ID: 52228 Objekt-ID: 58793                                                        | Bahnhofstraße 8 Standort KG: Lambach              | Erbaut wurde die ehemalige Stiftsbrauerei vermutlich von Abt Cölestin Baumgartner um 1900. Neben dem zentralen Sudhaus existieren in der weitläufigen Anlage auch alle anderen für den Braubetrieb nötigen Gebäude wie Mälzerei, Darre, Gärkeller und ein aus Ziegel gemauerter überragender Schlot. Ebenso befanden sich Wohnungen und Büros in der Liegenschaft. | BDA-Hist.: Q38050025 Status: Bescheid Stand der BDA-Liste: 2025-06-30 Name: ehem. Stiftsbrauerei GstNr.: .197/3 Stiftsbrauerei, Lambach                                                                                   |
| ja   | Datei hochladen | Gasthaus, ehem. Sommerhörrberg-Brauhaus HERIS-ID: 33359 Objekt-ID: 30799                                     | Bahnhofstraße 10 Standort KG: Lambach             | Das langgestreckte Gasthaus mit dreiachsiger Schmalseite und fünf- bzw. neunachsiger Straßenseite weist ein Obergeschoß mit Attika auf, dass noch einen spätbarocken Riesputz mit Putzbändern besitzt. | BDA-Hist.: Q37951718 Status: Bescheid Stand der BDA-Liste: 2025-06-30 Name: Gasthaus, ehem. Sommerhörrberg-Brauhaus GstNr.: .200/1                                                                                        |
| ja   | Datei hochladen | Gasthaus Zum goldenen Hirschen, Hirschenwirtshaus HERIS-ID: 38035 Objekt-ID: 37532                           | Bahnhofstraße 15 Standort KG: Lambach             | Die aus mehreren Häusern bestehende Anlage besteht aus einem straßenseitigen, unregelmäßigen Baublock mit Obergeschoß sowie hohem, durch mehrere Giebeln gegliederten Dachstuhl und einem langgestreckten Hofflügel mit Obergeschoß und Lauben. | BDA-Hist.: Q37978563 Status: Bescheid Stand der BDA-Liste: 2025-06-30 Name: Gasthaus Zum goldenen Hirschen, Hirschenwirtshaus GstNr.: .196/1                                                                              |
| ja   | Datei hochladen | Wegkapelle HERIS-ID: 101145 Objekt-ID: 117457                                                                | gegenüber Bahnhofstraße 67 Standort KG: Lambach   | | BDA-Hist.: Q37786685 Status: § 2a Stand der BDA-Liste: 2025-06-30 Name: Wegkapelle GstNr.: 804/5 |
| ja   | Datei hochladen | Bezirkshauptmannschaft HERIS-ID: 101019 Objekt-ID: 117306                                                    | Hafferlstraße 1 Standort KG: Lambach              | | BDA-Hist.: Q37786420 Status: § 2a Stand der BDA-Liste: 2025-06-30 Name: Bezirkshauptmannschaft GstNr.: .31/2 |
| ja   | Datei hochladen | Wegkapelle HERIS-ID: 101046 Objekt-ID: 117353                                                                | gegenüber Hafferlstraße 7a Standort KG: Lambach   | | BDA-Hist.: Q37786449 Status: § 2a Stand der BDA-Liste: 2025-06-30 Name: Wegkapelle GstNr.: 316 |
| ja   | Datei hochladen | Anlage Benediktinerstift Lambach HERIS-ID: 101337 Objekt-ID: 117662                                          | Klosterplatz 1, u. a. Standort KG: Lambach        | Das Stift steht auf einem Rücken der sich vom Klosterplatz in Richtung Osten erstreckt und hinter dem Friedhof von Lambach zur Traun hin abfällt. Die ursprüngliche Anlage aus dem 11. Jahrhundert wurde 1233 durch die Bayern weitgehend zerstört. Die Stiftskirche wurde wieder hergestellt und von 1652 bis 1656 barock neu errichtet. Die Wiedererrichtung der anderen Teile der Anlage erfolgte durch die Bautätigkeiten dreier Äbte im 17. und 18. Jahrhundert. | BDA-Hist.: Q315889 Status: § 2a Stand der BDA-Liste: 2025-06-30 Name: Anlage Benediktinerstift Lambach GstNr.: 591, .171, .175, .178, .396, .397, 593, 594, 596, 597, 612/1, 612/2, 615, 617, 800/1, 808/11 Stift Lambach |
| ja   | Datei hochladen | Hofrichterhaus HERIS-ID: 38036 Objekt-ID: 37533                                                              | Klosterplatz 2 Standort KG: Lambach               | Der vermutlich aus der Zeit um 1600 stammende Bau besitzt eine Fassade aus dem Jahr 1721, wobei die Fassade des Erdgeschoßes genutet und die Obergeschoße des dreigeschoßigen Gebäudes mit Lisenen zwischen den Fenstern und dem Erker akzentuiert wurden. Der auffällige Runderker wird von segmentbogigen, unten muschelförmig gerieften Renaissance-Kragsteinen getragen. | BDA-Hist.: Q37978572 Status: Bescheid Stand der BDA-Liste: 2025-06-30 Name: Hofrichterhaus GstNr.: .80 |
| ja   | Datei hochladen | Persönlichkeitsdenkmal der Sparkassengründer HERIS-ID: 100942 Objekt-ID: 117224                              | gegenüber Klosterplatz 2 Standort KG: Lambach     | Am 4. Februar 2021 wurde das Denkmal bei einem Verkehrsunfall schwer beschädigt. Ein 84-jähriger Lambacher hatte das Gas- mit dem Bremspedal verwechselt, das Denkmal gerammt und Teile davon zusammen mit Teilen des dahinterliegenden Geländers niedergerissen. | BDA-Hist.: Q37786163 Status: § 2a Stand der BDA-Liste: 2025-06-30 Name: Persönlichkeitsdenkmal der Sparkassengründer GstNr.: 457/2, 789/3                                                                                 |
| ja   | Datei hochladen | Friedhofskirche hl. Johannes Evangelist und hl. Johannes Bapt. HERIS-ID: 101123 Objekt-ID: 117435            | Kreuzgang 5, in der Nähe Standort KG: Lambach     | Die Friedhofskirche wurde um 1200 gegründet und 1433 mit einem Friedhof neu eingeweiht. Nach einem Brand 1741 wurde die spätgotische, zweischiffige Hallenkirche mit achteckigem, teilweise barockisiertem Chor und barockisiertem Turm 1743 wiederhergestellt, verlor jedoch bereits 1784 den Rang einer Pfarrkirche. | BDA-Hist.: Q37786588 Status: § 2a Stand der BDA-Liste: 2025-06-30 Name: Friedhofskirche hl. Johannes Evangelist und hl. Johannes Bapt. GstNr.: .185, .186, .394, 846, 626/2, 625 Friedhofkirche (Lambach)                 |
| ja   | Datei hochladen | Kriegerdenkmal HERIS-ID: 100931 Objekt-ID: 117212                                                            | gegenüber Marktplatz 13 Standort KG: Lambach      | Das Kriegerdenkmal ist ein Obelisk mit Doppelkopfadler und wurde zum Gedenken an die in den Jahren 1800 und 1805 Gefallenen der Gefechte zu Lambach (Napoleonische Kriege) errichtet. | BDA-Hist.: Q37786141 Status: § 2a Stand der BDA-Liste: 2025-06-30 Name: Kriegerdenkmal GstNr.: 808/12 |
| ja   | Datei hochladen | Wohn- und Geschäftshaus HERIS-ID: 65897 Objekt-ID: 78766                                                     | Marktplatz 1 Standort KG: Lambach                 | | BDA-Hist.: Q38111917 Status: Bescheid Stand der BDA-Liste: 2025-06-30 Name: Wohn- und Geschäftshaus GstNr.: .17 |
| ja   | Datei hochladen | Gasthaus Zum Elefanten, Kaiserinhaus HERIS-ID: 38037 Objekt-ID: 37534                                        | Marktplatz 2 Standort KG: Lambach                 | Das Kaiserhaus besitzt einen bis 1660 nachweisbaren Kern, ein Obergeschoß und eine geschindelte Fassade im Erdgeschoß sowie ein Korbbogentor mit spätbarocker Umrahmung. Die Fassade im Obergeschoß ist durch flache Lisenen gegliedert, die Fenster besitzen eine in der Mitte aufwärts geschwungene Verdachung. Während die Ausstattung vermutlich aus dem Jahr 1786 stammt, wurden zwei Erweiterungsbauten in jüngerer Zeit errichtet. | BDA-Hist.: Q37978582 Status: Bescheid Stand der BDA-Liste: 2025-06-30 Name: Gasthaus Zum Elefanten, Kaiserinhaus GstNr.: .18                                                                                              |
| ja   | Datei hochladen | Prausenhaus, Apothekerhaus HERIS-ID: 38038 Objekt-ID: 37535                                                  | Marktplatz 4 Standort KG: Lambach                 | Die Besitzverhältnisse des Prausenhauses sind bis ins Jahr 1660 belegt, wobei das platzseitig achtachsige Gebäude mit zwei Obergeschoßen und Attika mit einer Architektur aus der Zeit um 1730 bis 1740 ausgestattet ist. | BDA-Hist.: Q37978592 Status: Bescheid Stand der BDA-Liste: 2025-06-30 Name: Prausenhaus, Apothekerhaus GstNr.: .20 |
| ja   | Datei hochladen | Haus auf der Stelzen HERIS-ID: 38039 Objekt-ID: 37536                                                        | Marktplatz 7 Standort KG: Lambach                 | Das vierachsige Haus auf der Stelzen wurde Mitte des 17. Jahrhunderts mit einem Obergeschoß und Giebelmauer und neu errichtet. Die platzseitige Fassadengestaltung geht auf die Zeit um 1820 zurück. | BDA-Hist.: Q37978602 Status: Bescheid Stand der BDA-Liste: 2025-06-30 Name: Haus auf der Stelzen GstNr.: .23 |
| ja   | Datei hochladen | Sog. Georgen- oder Posthaus mit Rossstall und Waaghaus sowie Gartenpavillon HERIS-ID: 52230 Objekt-ID: 58797 | Marktplatz 8 Standort KG: Lambach                 | | BDA-Hist.: Q38050053 Status: § 2a Stand der BDA-Liste: 2025-06-30 Name: Sog. Georgen- oder Posthaus mit Rossstall und Waaghaus sowie Gartenpavillon GstNr.: .32, 299/1                                                    |
| ja   | Datei hochladen | Sog. Ringlhaus, heute Gasthof Zum schwarzen Rößl HERIS-ID: 38041 Objekt-ID: 37538                            | Marktplatz 12 Standort KG: Lambach                | Das Ringerlhaus besitzt zwei Obergeschoße mit Attika und im Erdgeschoß eine geschindelte Fassade, während die beiden Obergeschoße mittels Pilastern und Stuck-Verdachungen sowie Stuck-Rocaillen gegliedert wurden. | BDA-Hist.: Q37978610 Status: Bescheid Stand der BDA-Liste: 2025-06-30 Name: Sog. Ringlhaus, heute Gasthof Zum schwarzen Rößl GstNr.: .73/2                                                                                |
| ja   | Datei hochladen | Ludwigenhaus, Bildhauerwirt, ehem. Gasthaus Leingartner HERIS-ID: 38042 Objekt-ID: 37539                     | Marktplatz 17 Standort KG: Lambach                | Das dreigeschoßige Ludwigenhaus wurde um 1730 aus mehreren Gebäuden zusammengefasst, die spätestens in der ersten Hälfte des 17. Jahrhunderts errichtet wurden. Das zum Marktplatz zwei- und dreiachsige Gebäude besitzt ein genutetes Erdgeschoß, während die Obergeschoße und die Attika durch Lisenen zusammengefasst wurden. | BDA-Hist.: Q37978617 Status: Bescheid Stand der BDA-Liste: 2025-06-30 Name: Ludwigenhaus, Bildhauerwirt, ehem. Gasthaus Leingartner GstNr.: .79/1 Ludwigenhaus, Lambach                                                   |
| ja   | Datei hochladen | Meierhof Stift Lambach HERIS-ID: 52229 Objekt-ID: 58794                                                      | Meierhofgasse 2 Standort KG: Lambach              | Der Stiftsmeierhof aus dem zweiten Viertel des 17. Jahrhunderts besteht aus einem an drei Seiten mit Gebäuden umbauten Hof, 1793 wurde die Anlage gegen Südwesten um einen weiteren Hof erweitert. | BDA-Hist.: Q38050039 Status: § 2a Stand der BDA-Liste: 2025-06-30 Name: Meierhof Stift Lambach GstNr.: .180 |
| ja   | Datei hochladen | Mariahilf-Kapelle HERIS-ID: 101056 Objekt-ID: 117363                                                         | Schußstatt Standort KG: Lambach                   | Die Mariahilf-Kapelle wurde ab 1717 als kuppelgewölbter Zentralbau mit dem Grundriss eines siebenzackigen Sterns und leicht eingeschwungenen Seiten errichtet. | BDA-Hist.: Q37786459 Status: § 2a Stand der BDA-Liste: 2025-06-30 Name: Mariahilf-Kapelle GstNr.: .248 |
| ja   | Datei hochladen | Traunbrücke HERIS-ID: 101341 Objekt-ID: 117666                                                               | Standort KG: Lambach                              | Anmerkung: Die Brücke verbindet die Gemeinden Lambach und Stadl-Paura über die Traun. | BDA-Hist.: Q37787545 Status: § 2a Stand der BDA-Liste: 2025-06-30 Name: Traunbrücke GstNr.: 798, 853, 831/1 Traunbrücke Lambach - Stadl-Paura                                                                             |
| ja   | Datei hochladen | Kalvarienbergkirche Zur Erhöhung des Hl. Kreuzes HERIS-ID: 101057 Objekt-ID: 117364                          | Standort KG: Lambach                              | Die Kalvarienbergkirche wurde zwischen 1707 und 1705 als barocker Zentralform mit dem Grundriss eines griechischen Kreuzes mit kurzen Armen und zweitürmiger Ansichtsseite errichtet. Die Kirche besitzt eine zwölfeckige, pyramidenförmig zusammenlaufende Kuppel sowie Satteldächer über den Kreuzarmen. | BDA-Hist.: Q37786471 Status: § 2a Stand der BDA-Liste: 2025-06-30 Name: Kalvarienbergkirche Zur Erhöhung des Hl. Kreuzes GstNr.: .235, 540/5 Kalvarienbergkirche (Lambach)                                                |
| ja   | Datei hochladen | Hl.-Grabkapelle HERIS-ID: 101058 Objekt-ID: 117365                                                           | Standort KG: Lambach                              | Die Hl.-Grabkapelle wurde wie die Kalvarienbergkirche zu Beginn des 18. Jahrhunderts am Abhang unterhalb dieser errichtet. Sie besitzt einen vierseitigen Dachreiter mit Schallfenstern und Pyramidendach. | BDA-Hist.: Q37786481 Status: § 2a Stand der BDA-Liste: 2025-06-30 Name: Hl.-Grabkapelle GstNr.: .269 |
| ja   | Datei hochladen | Kreuzweg HERIS-ID: 101059 Objekt-ID: 117366                                                                  | Stubengraben 10, in der Nähe Standort KG: Lambach | Der Kreuzweg führt vom Stubengraben zur Kalvarienbergkirche. Die ersten 10 Stationen waren kleine Kapellen, wurden aber in der 2. Hälfte des 19. Jh. durch Bildstöcke mit Reliefs ersetzt. | BDA-Hist.: Q37786490 Status: § 2a Stand der BDA-Liste: 2025-06-30 Name: Kreuzweg GstNr.: 540/1, 540/2 |
| ja   | Datei hochladen | Mariazeller-Kapelle mit Mesnerhaus und Wirtschaftsgebäude HERIS-ID: 101061 Objekt-ID: 117368                 | Standort KG: Lambach                              | Die Mariazeller Kapelle aus dem zweiten Viertel des 18. Jahrhunderts ist ein langgestreckter Bau östlich des Stiegenaufgangs zur Kalvarienbergkirche und wurde an der Westseite an das Mesnerhaus angebaut. Sie besitzt einen vierseitigen Dachreiter und einen achtseitigen Zwiebelhelm. Der Altar mit einer Nachbildung des Gnadenbilds von Mariazell stammt aus der Mitte des 18. Jahrhunderts. | BDA-Hist.: Q37786499 Status: § 2a Stand der BDA-Liste: 2025-06-30 Name: Mariazeller-Kapelle mit Mesnerhaus und Wirtschaftsgebäude GstNr.: .232, .233 Mariazellerkapelle Lambach                                           |
| ja   | Datei hochladen | Figurenbildstock hl. Johannes Nepomuk HERIS-ID: 101154 Objekt-ID: 117466                                     | Badgasse 5, in der Nähe Standort KG: Lambach      | Diese Skulptur wurde 1709 aus Untersberger Marmor von einem Salzburger Künstler geschaffen. | BDA-Hist.: Q37786705 Status: § 2a Stand der BDA-Liste: 2025-06-30 Name: Figurenbildstock hl. Johannes Nepomuk GstNr.: 291/3                                                                                               |